# Katedra w Reggio Emilia
Katedra w Reggio Emilia (wł. La Cattedrale di Reggio Emilia) – kościół rzymskokatolicki w Reggio nell’Emilia (Emilia-Romania, Włochy) poświęcony Wniebowzięciu Najświętszej Maryi Panny. Katedra zlokalizowana jest w centrum miasta, przy placu Piazza del Duomo, w pobliżu Urzędu Miasta. Świątynia jest siedzibą diecezji Reggio Emilia-Guastalla.

## Historia
Świątynia pochodzi z XIII wieku i początkowo została zbudowana w stylu romańskim, jednak w późniejszym czasie została wielokrotnie przebudowana.
W latach '60 XX wieku z fasady usunięto trzynastowieczne freski w obawie o wpływ warunków zewnętrznych na ich stan. Obecnie znajdują się one w Muzeum Diecezjalnym (Museo Diocesano).

## Fasada
Obecna fasada jest niedokończona. Dolna część pochodzi z XVI wieku. Zdobią ją cztery posągi patronów miasta otoczone pilastrami. Główny portal zwieńczony jest dwoma posągami w stylu przypominającym sztukę Michała Anioła przedstawiającymi Adama i Ewę.

## Wnętrze
Wnętrze katedry oparte jest na krzyżu łacińskim i ma 73,3 m długości. Nad centralną częścią krzyża wznosi się kopuła.